# 応神海山
応神海山（おうじんかいざん）とは、北太平洋の天皇海山群に位置する海山。約5,500万年前に形成されたとされ、その頂上は海面下約1,848メートルである。応神天皇が由来となっている。